# Museo Chileno de Arte Precolombino
El Museo Chileno de Arte Precolombino, conocido también como Museo Precolombino, es una institución cultural creada por la Municipalidad de Santiago y la Fundación Familia Larraín Echeñique. El Museo fue fundado el 10 de diciembre de 1981 y, siendo una institución público-privada, es financiado en partes iguales por la I. Municipalidad de Santiago, el Ministerio de las Culturas, las Artes y el Patrimonio y los recursos propios generados el propio Museo.
El Museo funciona en el antiguo edificio del Palacio de la Real Aduana de Santiago, en calle Bandera 361, esquina Compañía, en el centro histórico de la capital chilena (estación metro Plaza de Armas).

## Historia
Durante más de cincuenta años, el arquitecto y filántropo chileno Sergio Larraín García-Moreno formó una importante colección de objetos precolombinos. Siguiendo criterios estrictamente estéticos y no antropológicos, Larraín conformó una completa colección de objetos que en su conjunto representa un arte propiamente americano.
Durante la década de 1970, Larraín encarga al abogado Julio Philippi la creación de un modelo legal con el fin de crear una institución que albergara los objetos de la colección precolombina. Esto daría nacimiento a la Fundación Familia Larraín Echeñique, con el objeto de crear un museo orientado al cuidado, estudio y difusión de dicha colección. 
A principios de la década de 1980, la Fundación acuerda un convenio con la Municipalidad de Santiago con el fin de solventar la infraestructura y gastos generales del Museo, el que abre sus puertas por primera vez en diciembre de 1981.
El museo hoy alberga obras de arte únicas que demuestran la diversidad cultural americana, destacando su valiosa colección textil andina, con piezas de más de 3000 años de antigüedad,  Momias de Chinchorro, las más antiguas del mundo, obras en cerámica, metal y piedra, verdaderas obras de arte de mayas, aztecas, culturas andinas, antiguos pueblos del Amazonas y el Caribe, y una sobresaliente colección de arte de las sociedades que habitaron el actual territorio chileno.
En enero de 2014, como resultado de una alianza con Minera Escondida y BHP Billiton, el museo inauguró una nueva etapa diseñada por Smiljan Radic: una ampliación del 70% del área que incrementó las zonas de exhibición, depósito y laboratorio de conservación.

### Obras en exposición

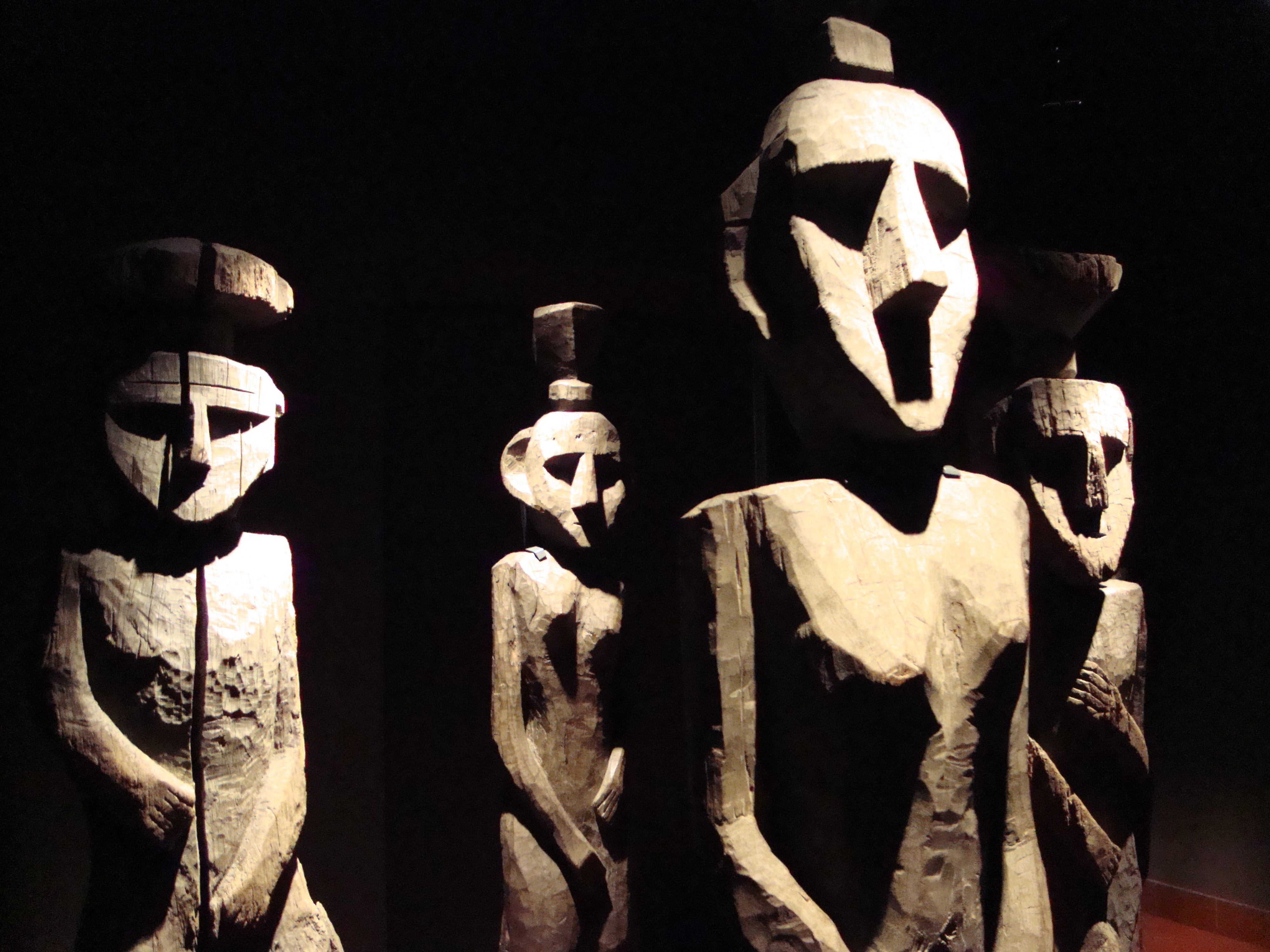
Figuras de madera Mapuche.
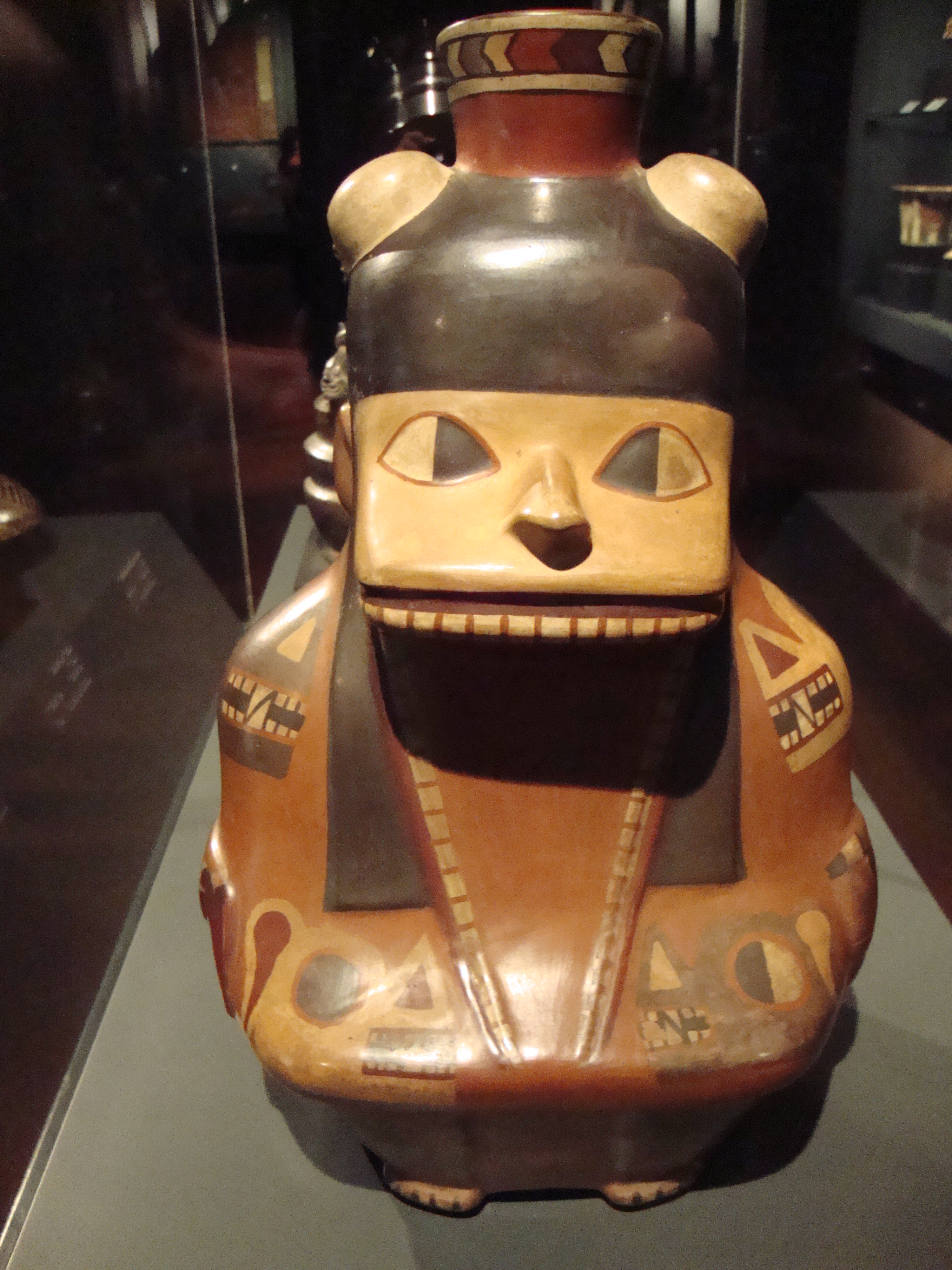
Jarra efigie de cerámica.
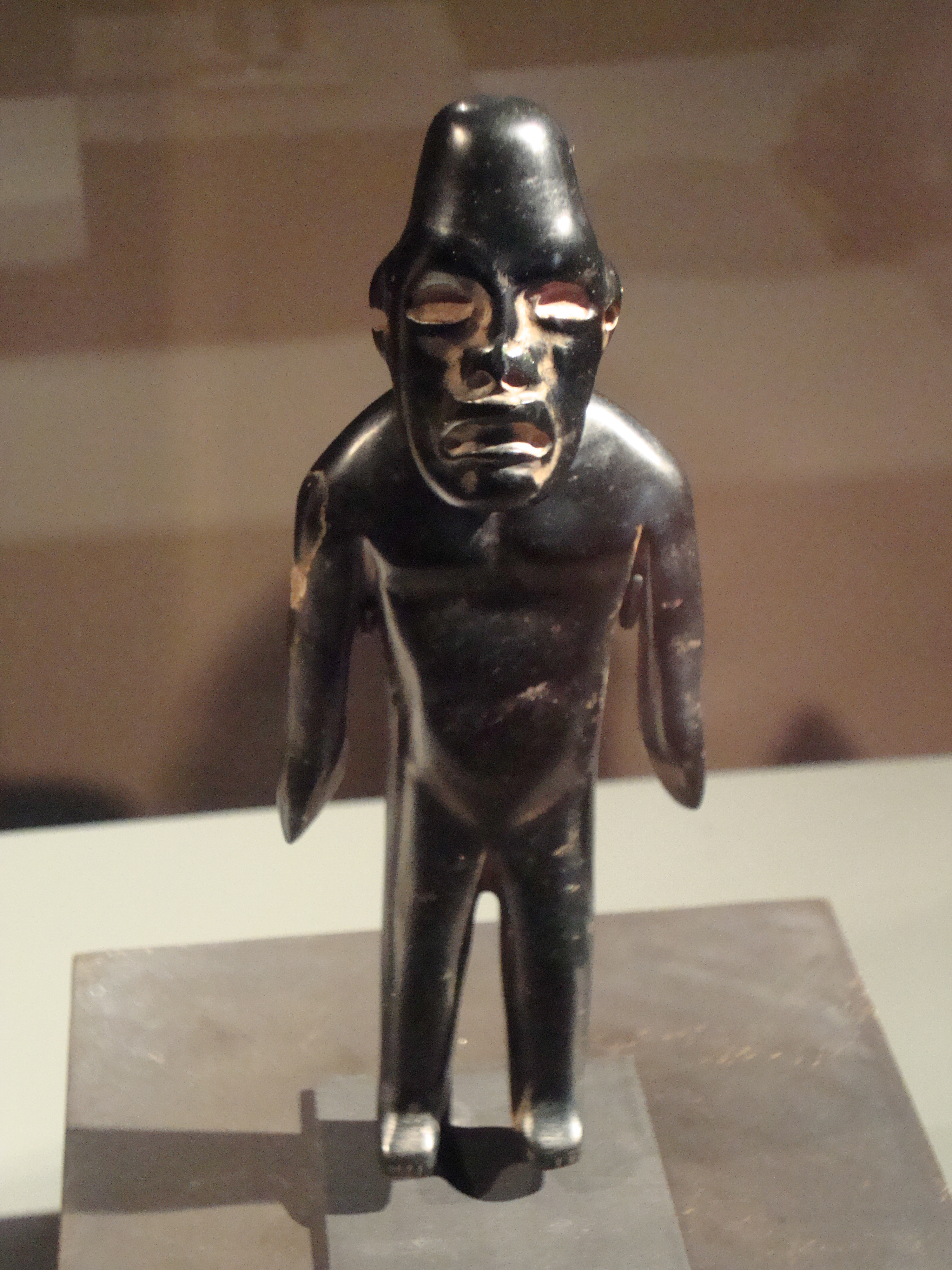
Pequeña escultura de un hombre.
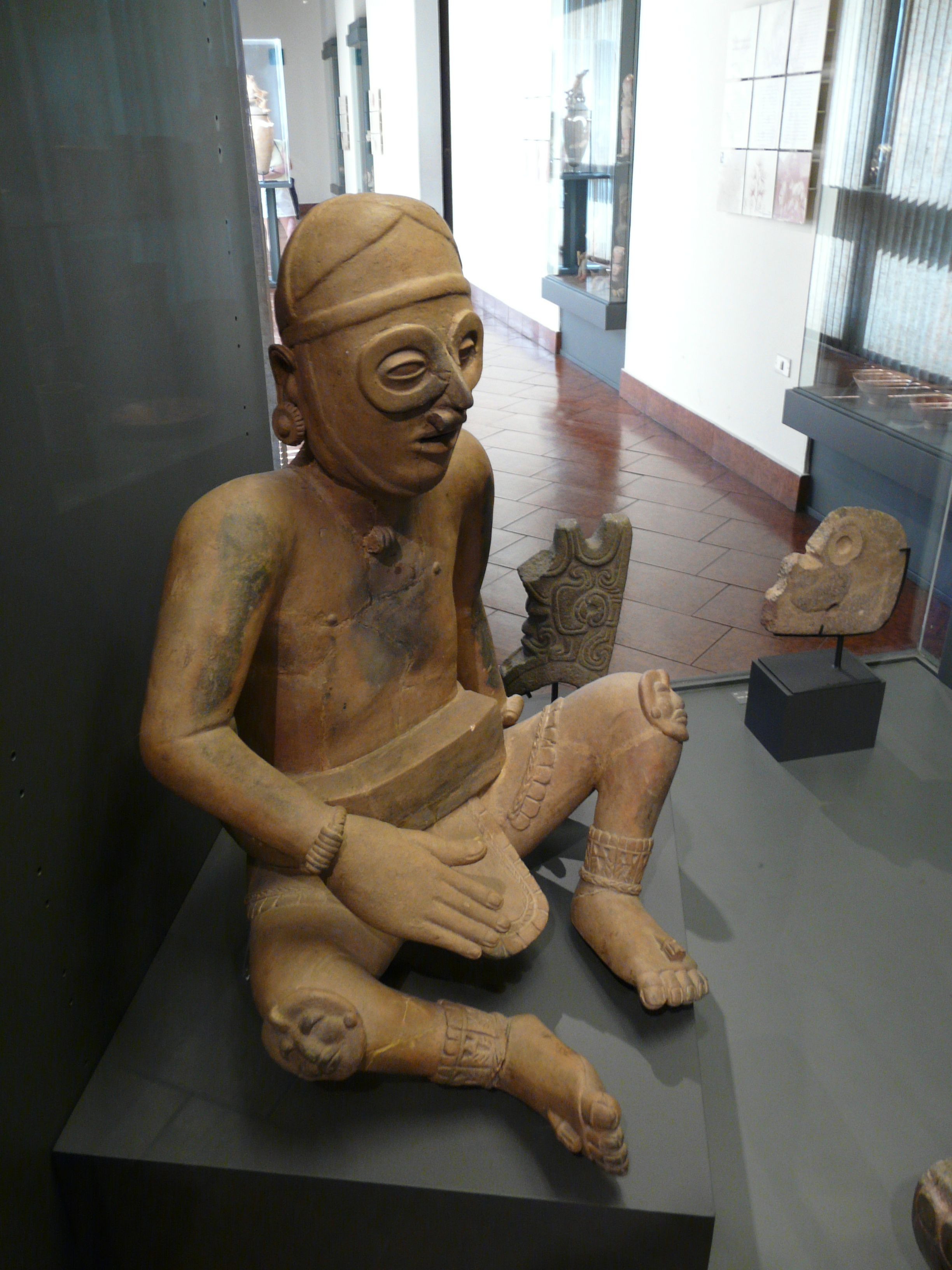
Escultura de cerámica de un jugador de pelota de la cultura clásica de Veracruz.
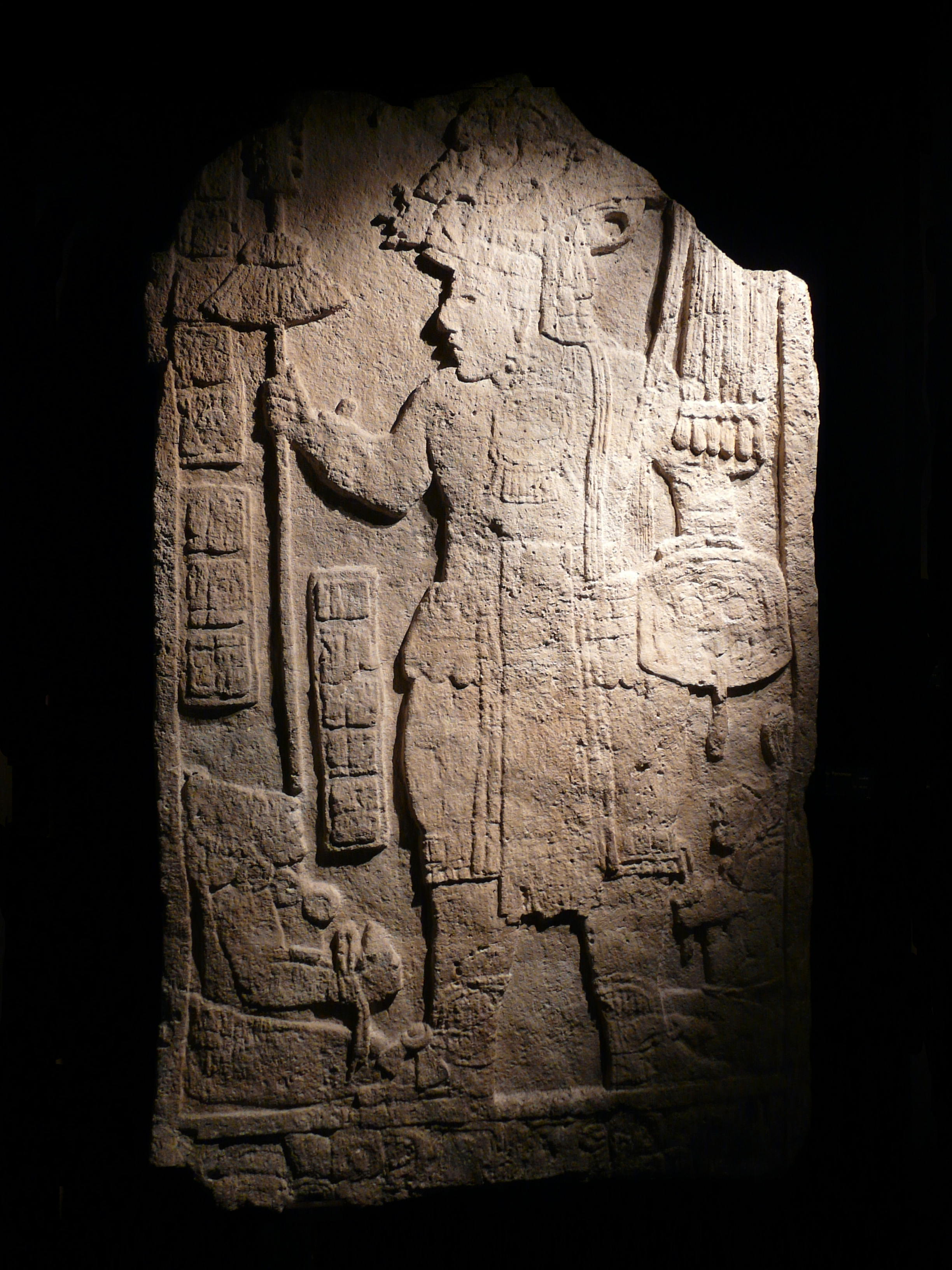
Estela maya fechada entre 300-900 AD.

## Divulgación científica
Desde 1985, el museo edita el Boletín del Museo Chileno de Arte Precolombino, revista científica chilena indexada en la base de datos Web of Science, así como en SciELO, Latindex, entre otras.